# فرودگاه ال‌تی. کول دبلیو. جی. بارکر وی‌سی
فرودگاه ال‌تی. کول دبلیو. جی. بارکر وی‌سی (به انگلیسی: Lt. Col W.G. (Billy) Barker VC Airport) یک فرودگاه همگانی باربری با کد یاتا YDN است که یک باند فرود شن دارد و طول باند آن ۶۱۰ متر است. این فرودگاه در کشور کانادا قرار دارد و در ارتفاع ۳۰۴ متری از سطح دریا واقع شده است.

## شرکت‌های هواپیمایی و مقصدهای پروازی
| شرکت‌های هواپیمایی | مقصدهای پروازی |
| ----------------- | -------------- |

-->